# Thrown
Thrown est un groupe suédois de punk hardcore, originaire de Stockholm. Le groupe est composé du chanteur Marcus Lundqvist, des guitaristes Johan Liljeblad et Andreas Malm, et du batteur et producteur Buster Odeholm (Humanity's Last Breath et Vildhjarta).
Le groupe compte son premier album, Excessive Guilt (stylisé en majuscules), en août 2024, composé de 11 morceaux d'une durée totale d'un peu plus de 20 minutes.

## Histoire
En 2019, le chanteur Marcus Lundqvist et le guitariste Andreas Malm ont l'idée d'essayer de nouvelles choses et de créer un groupe de metal plus moderne par rapport à leur groupe précédent, et contactent Buster Odeholm, le batteur de Vildhjarta et multi-instrumentiste de Humanity's Last Breath. Marcus et Andreas voulaient à l'origine que Buster soit leur producteur, mais il est devenu leur batteur. Finalement, ils demandent à Johan Liljeblad, guitariste suppléant du précédent groupe de Marcus et Andreas, s'il voulait se joindre au groupe, et Johan accepte. Pendant la quarantaine, le groupe passe beaucoup de temps à écrire des chansons pour Thrown.
En 2022, le groupe sort son premier EP, Extended Pain, comprenant les trois singles précédents, et part en tournée avec Counterparts. Tout en sortant des chansons, ils ont également tourné avec Invent Animate et Fit for a King en 2023, et sont en tournée avec Spite, Alpha Wolf et While She Sleeps en 2024. Parallèlement à ces tournées, ils font également la première partie de Knocked Loose, Architects, et August Burns Red, mais seulement pour quelques concerts plutôt que pour une tournée entière Le 30 août, le groupe sort son premier album studio, intitulé Excessive Guilt.

## Style musical
Le style musical de Thrown est décrit comme étant du punk hardcore,, metalcore,, et nu metal.

## Discographie

### Albums studio
- 2024 : Excessive Guilt

### EP
- 2022 : Extended Pain

### Singles
- 2021 : Grayout
- 2021 : Fast Forward
- 2022 : New Low
- 2023 : Guilt
- 2023 : On the Verge
- 2024 : Backfire
- 2024 : Nights
- 2024 : Look at Me